# Robert Gustav Piesch
Robert Gustav Piesch (ur. 27 lipca 1871 w Bielsku, zm. 1 maja 1954 w Dachau, RFN) – nauczyciel, dziennikarz i działacz mniejszości niemieckiej w II Rzeczypospolitej, poseł na Sejm I i II kadencji w latach 1922–1930, związany ze Śląskiem Cieszyńskim.